# Rolf Bernd
Rolf Bernd (* 30. Mai 1943 in Lohfelden) ist ein Generalmajor außer Dienst des Heeres der Bundeswehr. Zuletzt war er bis 2002 Chef des Stabes des Führungsstabs des Heeres (Fü H) im Bundesministerium der Verteidigung (BMVg).

## Militärische Laufbahn

### Ausbildung und erste Verwendungen
Bernd trat nach dem Abitur 1963 im April desselben Jahres in die Bundeswehr ein und absolvierte als Angehöriger des 18. Offizieranwärter-Jahrgangs des Heeres die Offizierausbildung zum Offizier des Truppendienstes der Instandsetzungstruppe. 1965 wurde er zum Leutnant ernannt und studierte von 1966 bis 1969 Maschinenbau in Darmstadt. Ab 1969 war Bernd in Flensburg Instandsetzungsoffizier und Kompaniechef der Instandsetzungskompanie des Versorgungsbataillons 166 der Panzergrenadierbrigade 16. Anschließend war der Technischer Offizier des Panzerbataillons 174 in Elmenhorst.

### Dienst als Stabsoffizier
Von 1974 bis 1976 absolvierte Baumgärtel den 17. Generalstabslehrgang Heer an der Führungsakademie der Bundeswehr in Hamburg, wo er zum Offizier im Generalstabsdienst ausgebildet wurde. Danach war er Stabsoffizier für Organisation/Mobilmachung/Alarmwesen im Hauptquartier der Alliierten Landstreitkräfte Schleswig-Holstein und Jütland in Rendsburg und ab 1979 G3 der Panzergrenadierbrigade 5 in Homberg/Efze. 1981 wechselte er als Referent in das Referat P II 1 im BMVg. 1984 wurde Bernd Bataillonskommandeur des Instandsetzungsbataillons 610 in Flensburg. Ab 1986 war er Pressereferent beim Inspekteur des Heeres und ab 1988 Chef des Stabes der 11. Panzergrenadierdivision in Oldenburg. 1990 wechselte er zurück ins BMVg als Referatsleiter Fü H I 1.

### Dienst als General
Am 27. September 1991 übernahm Bernd bis zum 2. April 1993, als deren letzter Brigadekommandeur vor der Auflösung, die Führung der Panzergrenadierbrigade 35 in Hammelburg. In dieser Dienststellung erfolgte die Ernennung zum Brigadegeneral. Anschließend war er Kommandeur der Panzerbrigade 36/Verteidigungsbezirkskommando 64 in Veitshöchheim. Von 31. März 1995 bis zum 8. Dezember 1999 war er General der Instandsetzungstruppe und Kommandeur der Technischen Schule des Heeres und Fachschule des Heeres für Technik in Aachen. Von Dezember 1999 bis September 2002 war Bernd Chef des Stabes des Fü H im BMVg. Auf diesem Dienstposten wurde er zum Generalmajor befördert und in den Ruhestand versetzt.

## Privates
Bernd ist römisch-katholisch und hat eine Tochter.